# Leioproctus saltensis
Leioproctus saltensis är en biart som först beskrevs av Heinrich Friese 1908.  Leioproctus saltensis ingår i släktet Leioproctus och familjen korttungebin. Inga underarter finns listade i Catalogue of Life.